# Оксид азоту(V)
Окси́д азо́ту(V), нітроге́н(V) окси́д — неорганічна сполука складу N2O5. За звичайних умов є білою кристалічною речовиною, що повільно розкладається та сублімує за 33 °C. Сполука проявляє сильні окисні властивості.

## Отримання
Основним способом синтезу оксиду азоту(V) є дегідратація концентрованої нітратної кислоти оксидом фосфору(V):
{\displaystyle \mathrm {2HNO_{3(conc.)}+P_{2}O_{5}{\xrightarrow {-10^{o}C}}N_{2}O_{5}+2HPO_{3}} }
Вихідна нітратна кислота попередньо охолоджується і згодом обережно дегідратується надлишком P2O5. Продукти реакції відганяються із реактору у струмені кисню з невеликою кількістю озону. Таким чином можна синтезувати близько 80 г оксиду азоту зі 150 г кислоти.
Також застосовується метод окиснення нітрату срібла(I) хлором або POCl3:
{\displaystyle \mathrm {4AgNO_{3}+2Cl_{2}{\xrightarrow {0^{o}C,[CCl_{4}]}}2N_{2}O_{5}+O_{2}+4AgCl} }
{\displaystyle \mathrm {6AgNO_{3}+POCl_{3}\rightarrow 3N_{2}O_{5}+Ag_{3}PO_{4}+3AgCl} }
Менш поширеним є окиснення охолодженого рідкого тетроксиду N2O4 озоном (у суміші з киснем):
{\displaystyle \mathrm {N_{2}O_{4}+O_{3}\rightarrow N_{2}O_{5}+O_{2}} }

## Хімічні властивості
Оксид азоту(V) є стійким лише за температур нижче 10 °C, в іншому випадку він поступово розкладається, інколи із вибухом:
{\displaystyle \mathrm {2N_{2}O_{5}\rightarrow 4NO_{2}+O_{2}} }
N2O5 легко розчиняється у воді, утворюючи нітратну кислоту; реагуючи з гідроксидами та деякими оксидами, утворює відповідні нітрати:
{\displaystyle \mathrm {N_{2}O_{5}+H_{2}O\rightarrow 2HNO_{3}} }
{\displaystyle \mathrm {N_{2}O_{5}+2NaOH\rightarrow 2NaNO_{3}+H_{2}O} }
{\displaystyle \mathrm {N_{2}O_{5}+2NH_{3}\cdot H_{2}O\rightarrow 2NH_{4}NO_{3}+H_{2}O} }
{\displaystyle \mathrm {3N_{2}O_{5}+Al_{2}O_{3}{\xrightarrow {35-40^{o}C}}2Al(NO_{3})_{3}} }
При взаємодії з пероксидом водню оксид азоту частково окиснюється з утворенням пероксонітратної кислоти:
{\displaystyle \mathrm {N_{2}O_{5}+H_{2}O_{2}{\xrightarrow {-80^{o}C}}HNO_{4}+HNO_{3}} }
Реагуючи з металами та неметалами, проявляє сильні окисні властивості:
{\displaystyle \mathrm {N_{2}O_{5}+Na\rightarrow NaNO_{3}+NO_{2}} }
{\displaystyle \mathrm {N_{2}O_{5}+5Cu{\xrightarrow {500^{o}C}}N_{2}+5CuO} }
{\displaystyle \mathrm {N_{2}O_{5}+I_{2}\rightarrow N_{2}+I_{2}O_{5}} }
У твердому стані сполука має іонну структуру (NO2+)(NO3-), що дозволяє їй утворювати складні комплекси нітронію:
{\displaystyle \mathrm {N_{2}O_{5}+HClO_{4}\rightarrow [NO_{2}]^{+}ClO_{4}^{-}+HNO_{3}} }
{\displaystyle \mathrm {N_{2}O_{5}+2SO_{3}\rightarrow [NO_{2}]_{2}^{+}[S_{2}O_{7}]^{2-}} }
{\displaystyle \mathrm {N_{2}O_{5}+NaF\rightarrow [NO_{2}]^{+}F^{-}+NaNO_{3}} }